# Конкакафов златни куп 2021.
Конкакафов златни куп 2021. било је шеснаесто издање Златног купа, фудбалског шампионата Северне Америке, Централне Америке и Кариба (KОНKАKАФ) и укупно 26. регионално првенство Конкакафа.
Првобитно је било планирано да се турнир одржи од 2. до 25. јула 2021. године, али је касније померен за 10. јул до 1. августа. Мексико је био бранилац титуле. Први пут је на турниру коришћен систем видео помоћног судије (ВАР).
Сједињене Државе су освојиле своју седму титулу у Златном купу победивши Мексико са 1 : 0 у финалу.

## Учесници финала
Дванаест репрезентација се директно квалификовало преко Конкакафове лиге нација 2019/20. То су била четири победника група Лиге А, четири вицешампиона група Лиге А и четири победника група Лиге Б.
поред тога, дванаест тимова је ушло у квалификациони турнир за Златни куп Конкакафа 2021 (ГЦК), такође на основу резултата Лиге нација Конкакафа 2019/20. Ови тимови су били четири трећепласирана у групи Лиге А, четири другопласирана у групи Лиге Б и четири победника група Лиге Ц.
У оригиналном формату како је најављено у септембру 2019, четири тима су требало да се добију из ГЦК. Међутим, у септембру 2020., Конкакаф је објавио да ће шампиони АФЦ Азијског купа 2019. и домаћини Светског купа 2022. Катар учествовати као гост на турнирима 2021. и 2023. године. Сходно томе, само три тима су се квалификовала за издање 2021. путем квалификација.
Дана 9. јула 2021., Конкакаф је објавио да Курасао, који се првобитно квалификовао као другопласирани у групи Д Лиге нација Конкакаф 2019/20, неће учествовати на турниру због великог броја случајева Ковид 19. У Групи А их је заменила Гватемала, следећи најбоље рангирани тим у квалификацијама.
| Репрезентација               | Квалификације                                             | Датум квалификовања | Наступи (+ Конкакафов шампионат) | Задњи наступ (+ Конкакафов шампионат) | Најбољи резултат (+ Конкакафов шампионат)                                                     | Фифина ранг-листа на почетку турнираt | Конкакаф учешћа на почетку турнира |
| ---------------------------- | --------------------------------------------------------- | ------------------- | -------------------------------- | ------------------------------------- | --------------------------------------------------------------------------------------------- | ------------------------------------- | ---------------------------------- |
| Канада                       | Конкакафова лига нација А 2019/20 Група А, другопласирани | 11. октобар 2019.   | 15. (18.)                        | 2019                                  | Шампион (2000) Шампион (1985)                                                                 | 70                                    | 3                                  |
| Хондурас                     | Конкакафова лига нација А 2019/20 Група Ц, победник       | 13. октобар 2019.   | 15. (21.)                        | 2019.                                 | Другопласирани (1991) Шампион (1981.)                                                         | 67.                                   | 5.                                 |
| Гренада                      | Конкакафова лига нација Б 2019/20 Група А, победник       | 14. новембар 2019.  | 3. (3.)                          | 2011.                                 | Групна фаза (2009., 2011)                                                                     | 160.                                  | 23.                                |
| Јамајка                      | Конкакафова лига нација Б 2019/20 Група Ц, победник       | 15. новембар 2019.  | 12. (14.)                        | 2019.                                 | Другопласирани (2015., 2017)                                                                  | 45.                                   | 6.                                 |
| Сједињене Државе · (домаћин) | Конкакафова лига нација А 2019/20 Група А, победник       | 15. новембар 2019.  | 16. (18.)                        | 2019.                                 | Шампион (1991., 2002., 2005., 2007., 2013., 2017.)                                            | 20.                                   | 2.                                 |
| Мексико · (носилац титуле)   | Конкакафова лига нација А 2019/20 Група Б, победник       | 15. новембар 2019.  | 16. (2.)                         | 2019.                                 | Шампион (1993., 1996., 1998., 2003., 2009., 2011., 2015., 2019) Шампион (1965., 1971., 1977.) | 11.                                   | 1.                                 |
| Салвадор                     | Конкакафова лига нација Б 2019/20 Група Б, победник       | 16. новембар 2019.  | 12. (18.)                        | 2019.                                 | Четвртфинале (2002., 2003., 2011., 2013., 2017) Другопласирани (1963., 1981)                  | 69.                                   | 10.                                |
| Костарика                    | Конкакафова лига нација А 2019/20 Група Д, победник       | 17. новембар 2019.  | 15. (21.)                        | 2019.                                 | Другопласирани (2002) Шампион (1963., 1969., 1989)                                            | 50.                                   | 4.                                 |
| Мартиник                     | Конкакафова лига нација А 2019/20 Група Ц, другопласирани | 17. новембар 2019.  | 7. (7.)                          | 2019.                                 | Четвртфинале (2002)                                                                           | н/п                                   | 11.                                |
| Суринам                      | Конкакафова лига нација Б 2019/20 Група Д, победник       | 18. новембар 2019.  | 1. (3.)                          | нп (1985)                             | Деби 6. место (1977)                                                                          | 136.                                  | 15.                                |
| Панама                       | Конкакафова лига нација А 2019/20 Група Б, другопласирани | 19. новембар 2019.  | 10. (11.)                        | 2019.                                 | Другопласирани (2005., 2013)                                                                  | 78.                                   | 7.                                 |
| Катар                        | Гост                                                      | 2. септембар 2020.  | 1.                               | н/п                                   | Деби                                                                                          | 58.                                   | н/п                                |
| Тринидад и Тобаго            | КЗК победник                                              | 6. јул 2021.        | 11. (16.)                        | 2019.                                 | Треће место (2000)                                                                            | 103.                                  | 13.                                |
| Хаити                        | КЗК победник                                              | 6. јул 2021.        | 8. (16.)                         | 2019.                                 | Полуфинале (2019) Шампион (1973)                                                              | 83.                                   | 9.                                 |
| Гваделуп                     | КЗК победник                                              | 6. јул 2021.        | 4. (4.)                          | 2011.                                 | Полуфинале (2007)                                                                             | N/A                                   | 16.                                |
| Гватемала                    | КЗК другопласирани, замена                                | 9. јул 2021.        | 11. (19.)                        | 2015.                                 | Четврто место (1996) Шампион (1967)                                                           | 127.                                  | 8.                                 |

1. ↑  ЦНЛ означава Конкакафову лигу нација 2019/20, КЗК означава Квалификације Конкакафовог златног купа 2021
2. ↑  Подебљано' означава да је одговарајући тим био домаћин догађаја.

## Стадиони
Дана 13. априла 2021., Конкакаф је објавио да ће се финале одржати 1. августа 2021. на стадиону Елиџент у граду Парадајсу, Невада, Сједињене Америчке Државе. 22. априла, Кокакаф је потврдио да ће се турнир одржати у 9 градова у САД.
| Далас                 | Арлингтон                                                          | Хјустон                                                            | Хјустон                         |
| --------------------- | ------------------------------------------------------------------ | ------------------------------------------------------------------ | ------------------------------- |
| Котон боул            | AT&T                                                               | Стадион НРГ                                                        | Стадион ПНЦ                     |
| Капацитет: 92.100     | Капацитет: 80.000                                                  | Капацитет: 71.795                                                  | Капацитет: 22.039               |
|                       |                                                                    |                                                                    |                                 |
| Глендејл              | ОрландоГлендејлКанзас СитиАрлингтонФрискоДаласОстинПарадајсХјустон | ОрландоГлендејлКанзас СитиАрлингтонФрискоДаласОстинПарадајсХјустон | Парадајс (Лас Вегас ерија)      |
| Јуниверзити оф Финикс | ОрландоГлендејлКанзас СитиАрлингтонФрискоДаласОстинПарадајсХјустон | ОрландоГлендејлКанзас СитиАрлингтонФрискоДаласОстинПарадајсХјустон | Стадион Елиџент                 |
| Капацитет: 63.400     | ОрландоГлендејлКанзас СитиАрлингтонФрискоДаласОстинПарадајсХјустон | ОрландоГлендејлКанзас СитиАрлингтонФрискоДаласОстинПарадајсХјустон | Капацитет: 61.000               |
|                       | ОрландоГлендејлКанзас СитиАрлингтонФрискоДаласОстинПарадајсХјустон | ОрландоГлендејлКанзас СитиАрлингтонФрискоДаласОстинПарадајсХјустон |                                 |
| Орландо               | Остин                                                              | Фриско                                                             | Канзас Сити (Канзас Сити ерија) |
| Стадион Експлорија    | Стадион Кју2                                                       | Стадион Тојота                                                     | Спортинг парк                   |
| Капацитет: 25.500     | Капацитет: 20.500                                                  | Капацитет: 20.500                                                  | Капацитет: 18.467               |
|                       |                                                                    |                                                                    |                                 |

## Одређивање група
Жреб групне фазе одржан је у Мајамију, Флорида, 28. септембра 2020. у 20:00 ЕДТ (УТЦ−4), заједно са жребом за прелиминарну рунду. Ово је био први жреб групне фазе за Златни куп. Тимови су подељени у четири шешира на основу ранг-листе Конкакафа из августа 2020. Четири тима из првог шешира су аутоматски били носиоци: Мексико у Групи А, Сједињене Државаме у Групи Б, Костарика у Групи Ц и Хондурас у Групи Д. Гости из Катара су стављени на 4. место и претходно извучени у Групу Д, која је почела да игра последња, пошто је такође требало да учествују на Копа Америка 2021. пре Златног купа пре него што се накнадно повукли са тог турнира.
Жреб група (шешири су засновани на рангирању Конкакафа из августа 2020, а тимови означени курзивом су прелиминарни победници чији идентитет није био познат у време одређивања носилаца):
| Репрезентација   | Ранг |
| ---------------- | ---- |
| Мексико          | 1    |
| Сједињене Државе | 2    |
| Костарика        | 3    |
| Хондурас         | 4    |

| Репрезентација | Ранг |
| -------------- | ---- |
| Јамајка        | 5    |
| Канада         | 6    |
| Панама         | 8    |
| Салвадор       | 10   |

| Репрезентација | Ранг |
| -------------- | ---- |
| Мартиник       | 11   |
| Курасао        | 13   |
| Суринам        | 15   |
| Гренада        | 20   |

| Репрезентација    | Ранг |
| ----------------- | ---- |
| Хаити             | Н/Д  |
| Гваделуп          | Н/Д  |
| Тринидад и Тобаго | Н/Д  |
| Катар             | Н/Д  |

### Резултати жребања и групни мечеви
Жреб је резултирао следећим групама (тимови означени „курзивом“ су победници квалификације за Златни куп 2021. чији идентитет није био познат у време жребања):
| Поз | Репрезентација    |
| --- | ----------------- |
| A1  | Мексико           |
| A2  | Салвадор          |
| A3  | Гватемала         |
| A4  | Тринидад и Тобаго |

| Поз | Репрезентација   |
| --- | ---------------- |
| Б1  | Сједињене Државе |
| Б2  | Канада           |
| Б3  | Мартиник         |
| Б4  | Хаити            |

| Поз | Репрезентација |
| --- | -------------- |
| Ц1  | Костарика      |
| Ц2  | Јамајка        |
| Ц3  | Суринам        |
| Ц4  | Гваделуп       |

| Поз | Репрезентација |
| --- | -------------- |
| Д1  | Хондурас       |
| Д2  | Панама         |
| Д3  | Гренада        |
| Д4  | Катар          |

1. ↑  Гватемала није успела да се квалификује за турнир, али је заменила  Курасао након што је тим морао да се повуче након избијања Ковид 19.

| Распоред   | Датум                 | Утакмица                  |
| ---------- | --------------------- | ------------------------- |
| Прво коло  | 10. до 13. јул 2021.  | 2. против 3, 1. против 4. |
| Друго коло | 14. до 17. јула 2021. | 4. против 2, 3. против 1. |
| Треће коло | 18. до 20. јула 2021. | 1. против 2, 3. против 4. |

### Групна фаза
Распоред утакмица је објављен 13. маја 2021. године.
Сва наведена времена утакмица су ЕДТ (УТЦ−4), како их наводи Конкакаф. Ако се место одржавања налазило у другој временској зони, наводи се и локално време.

### У случају нерешеног резултата
Пласман тимова у групној фази одређен је на следећи начин:
1. Освојени бодови у свим утакмицама у групи (три бода за победу, један за реми, ниједан за пораз);
2. Гол разлика у свим утакмицама у групи;
3. Број постигнутих голова на свим утакмицама у групи;
4. Поени добијени у утакмицама између дотичних тимова;
5. Гол-разлика у мечевима одиграним између тимова у питању;
6. Број постигнутих голова на утакмицама између дотичних тимова;
7. Поени за фер плеј у свим утакмицама у групи (само један одбитак може да се примени на играча у једној утакмици):  - Жути картон: −1 поен;
  - Индиректни црвени картон (други жути картон): −3 поена;
  - Директни црвени картон: −4 поена;
  - Жути картон и директни црвени картон: −5 поена;
8. Извлачење жребом.

### Група А
| Поз | Репрезентација    | Ута | Поб | Нер | Изг | ГД | ГП | ГР | Бод |
| --- | ----------------- | --- | --- | --- | --- | -- | -- | -- | --- |
| 1   | Мексико           | 3   | 2   | 1   | 0   | 4  | 0  | +4 | 7   |
| 2   | Салвадор          | 3   | 2   | 0   | 1   | 4  | 1  | +3 | 6   |
| 3   | Тринидад и Тобаго | 3   | 0   | 2   | 1   | 1  | 3  | −2 | 2   |
| 4   | Гватемала         | 3   | 0   | 1   | 2   | 1  | 6  | −5 | 1   |

| Мексико | 0 : 0    | Тринидад и Тобаго |
| ------- | -------- | ----------------- |
|         | Извештај |                   |

| Салвадор                               | 2 : 0    | Гватемала |
| -------------------------------------- | -------- | --------- |
| - Алекс Ролдан 81’ - Џокин Ривас 90+6’ | Извештај |           |

| Тринидад и Тобаго | 0 : 2    | Салвадор                                   |
| ----------------- | -------- | ------------------------------------------ |
|                   | Извештај | - Хаир Енрикез 30’ - Валмер Мартинез 90+1’ |

| Гватемала | 0 : 3    | Мексико                                            |
| --------- | -------- | -------------------------------------------------- |
|           | Извештај | - Рохелио Фунес Мори 29’, 55’ - Орбелин Пинеда 79’ |

| Мексико                   | 1 : 0    | Салвадор |
| ------------------------- | -------- | -------- |
| Луис Алфонсо Родригез 26’ | Извештај |          |

| Гватемала           | 1 : 1    | Тринидад и Тобаго |
| ------------------- | -------- | ----------------- |
| Херардо Гордиљо 78’ | Извештај | Реон Мур 12’      |

### Група Б
| Поз | Репрезентација   | Ута | Поб | Нер | Изг | ГД | ГП | ГР | Бод |
| --- | ---------------- | --- | --- | --- | --- | -- | -- | -- | --- |
| 1   | Сједињене Државе | 3   | 3   | 0   | 0   | 8  | 1  | +7 | 9   |
| 2   | Канада           | 3   | 2   | 0   | 1   | 8  | 3  | +5 | 6   |
| 3   | Хаити            | 3   | 1   | 0   | 2   | 3  | 5  | −2 | 3   |
| 4   | Мартиник         | 3   | 0   | 0   | 3   | 3  | 12 | −9 | 0   |

| Канада                                                                         | 4 : 1    | Мартиник           |
| ------------------------------------------------------------------------------ | -------- | ------------------ |
| - Кајл Ларин 16’ - Џонатан Осорио 20’ - Стивен Еустакио 26’ - Тео Корбеану 89’ | Извештај | Емануел Ривиер 10’ |

| Сједињене Државе | 1 : 0    | Хаити |
| ---------------- | -------- | ----- |
| Сем Вајнс 8’     | Извештај |       |

| Хаити            | 1 : 4    | Канада                                                                       |
| ---------------- | -------- | ---------------------------------------------------------------------------- |
| Стефан Ламбе 56’ | Извештај | - Стивен Еустакио 5’ - Кајл Ларин 51’, 74’ (пен.) - Џуниор Хојлет 79’ (пен.) |

| [[Фудбалска репрезентација Мартиника {{{altlink2}}}\|Мартиник]] | 1 : 6    | Сједињене Државе                                                                                                |
| --------------------------------------------------------------- | -------- | --- |
| Емануел Ривиер 64’ (пен.)                                       | Извештај | - Дарил Дајк 14’, 59’ - Семјуел Камил 23’ (а.г.) - Мајлс Робинсон 50’ - Гјаси Зардес 70’ - Николас Ђокачини 90’ |

| [[Фудбалска репрезентација Мартиника {{{altlink2}}}\|Мартиник]] | 1 : 2    | Хаити                                 |
| --------------------------------------------------------------- | -------- | ------------------------------------- |
| Кевин Фортун 53’                                                | Извештај | - Карнежи Антоин 3’ - Рикардо Аде 61’ |

| Сједињене Државе | 1 : 0    | Канада |
| ---------------- | -------- | ------ |
| Шек Мур 1’       | Извештај |        |

### Група Ц
| Поз | Репрезентација | Ута | Поб | Нер | Изг | ГД | ГП | ГР | Бод |
| --- | -------------- | --- | --- | --- | --- | -- | -- | -- | --- |
| 1   | Костарика      | 3   | 3   | 0   | 0   | 6  | 2  | +4 | 9   |
| 2   | Јамајка        | 3   | 2   | 0   | 1   | 4  | 2  | +2 | 6   |
| 3   | Суринам        | 3   | 1   | 0   | 2   | 3  | 5  | −2 | 3   |
| 4   | Гваделуп       | 3   | 0   | 0   | 3   | 3  | 7  | −4 | 0   |

| Јамајка                                       | 2 : 0    | Суринам |
| --------------------------------------------- | -------- | ------- |
| - Шамар Николсон 6’ - Боби Декордова Рејд 26’ | Извештај |         |

| Костарика                                               | 3 : 1    | Гваделуп            |
| ------------------------------------------------------- | -------- | ------------------- |
| - Џоел Кемпбел 6’ - Аријел Ласитер 21’ - Келсо Борг 70’ | Извештај | Рафаел Мирвал 45+5’ |

| Гваделуп         | 1 : 2    | Јамајка                               |
| ---------------- | -------- | ------------------------------------- |
| Димитри Рамот 4’ | Извештај | - Кори Бурк 14’ - Џуниор Флемингс 87’ |

| Суринам              | 1 : 2    | Костарика                            |
| -------------------- | -------- | ------------------------------------ |
| Глеофило Влијтер 52’ | Извештај | - Џоел Кампбел 58’ - Келсо Боргс 59’ |

| Костарика       | 1 : 0    | Јамајка |
| --------------- | -------- | ------- |
| Брајан Руиз 53’ | Извештај |         |

| Суринам                                       | 2 : 1    | Гваделуп           |
| --------------------------------------------- | -------- | ------------------ |
| - Глеофило Влијтер 14’ - Најџел Хаселбанк 79’ | Извештај | Матијас Фаетон 20’ |

### Група Д
| Поз | Репрезентација | Ута | Поб | Нер | Изг | ГД | ГП | ГР  | Бод |
| --- | -------------- | --- | --- | --- | --- | -- | -- | --- | --- |
| 1   | Катар          | 3   | 2   | 1   | 0   | 9  | 3  | +6  | 7   |
| 2   | Хондурас       | 3   | 2   | 0   | 1   | 7  | 4  | +3  | 6   |
| 3   | Панама         | 3   | 1   | 1   | 1   | 8  | 7  | +1  | 4   |
| 4   | Гренада        | 3   | 0   | 0   | 3   | 1  | 11 | −10 | 0   |

| Катар                                                          | 3 : 3    | Панама                                               |
| -------------------------------------------------------------- | -------- | ---------------------------------------------------- |
| - Акрам Афиф 48’ - Алмоез Али 53’ - Хасан Ал Хајдос 63’ (пен.) | Извештај | - Роландо Блекберн 51’, 58’ - Ерик Дејвис 79’ (пен.) |

| Хондурас                                                                    | 4 : 0    | Гренада |
| --------------------------------------------------------------------------- | -------- | ------- |
| - Џери Бенгстон 28’ - Едвин Солано 52’ - Џони Леверон 86’ - Ромел Кјото 88’ | Извештај |         |

| Гренада | 0 : 4    | Катар                                                                         |
| ------- | -------- | ----------------------------------------------------------------------------- |
|         | Извештај | - Абдулазиз Хатем 11’ - Акрам Афиф 22’ - Мохамед Мунтари 36’ - Алмоез Али 46’ |

| Панама                                       | 2 : 3    | Хондурас                                      |
| -------------------------------------------- | -------- | --------------------------------------------- |
| - Ерик Дејвис 32’ (пен.) - Сезар Јанис 45+1’ | Извештај | - Ромел Кјото 22’, 65’ - Александер Лопез 61’ |

Белешке
1. ↑  Утакмица Гватемале против Мексика, првобитно заказана за 21:30 (UTC-5), одложена је до 22:30 због јаке кише у области.[15]
2. ↑  Утакмица Костарике и Јамајке прекинута је после два минута игре због невремена у околини. Утакмица је настављена у 21:20 (UTC-4).[16][17]

## Нокаут фаза
|  | Четвртфинале        | Четвртфинале            |                             |   | Полуфинале | Полуфинале |  |  | Финале | Финале |
|  |                     |                         |                             |   |            |            |  |  |        |        |
|  | 24. јул – Глендејл  |                         |                             |   |            |            |  |  |        |        |
|  |                     |                         |                             |   |            |            |  |  |        |        |
|  | Катар               | 3                       |                             |   |            |            |  |  |        |        |
|  | Катар               | 3                       | 29. јул – Остин             |   |            |            |  |  |        |        |
|  | Салвадор            | 2                       |                             |   |            |            |  |  |        |        |
|  | Салвадор            | 2                       | Катар                       | 0 |            |            |  |  |        |        |
|  | 25. јул – Арлингтон |                         | Катар                       | 0 |            |            |  |  |        |        |
|  |                     | Сједињене Државе        | 1                           |   |            |            |  |  |        |        |
|  | Сједињене Државе    | Сједињене Државе        | 1                           | 1 |            |            |  |  |        |        |
|  | Сједињене Државе    |                         | 1. август – Парадајз        | 1 |            |            |  |  |        |        |
|  | Јамајка             | 0                       |                             |   |            |            |  |  |        |        |
|  | Јамајка             | 0                       | Сједињене Државе (п. с. н.) | 1 |            |            |  |  |        |        |
|  | 24. јул – Глендејл  |                         | Сједињене Државе (п. с. н.) | 1 |            |            |  |  |        |        |
|  |                     | Мексико                 | 0                           |   |            |            |  |  |        |        |
|  | Мексико             | Мексико                 | 0                           | 3 |            |            |  |  |        |        |
|  | Мексико             | 29. јул – Хјустон (НРГ) |                             | 3 |            |            |  |  |        |        |
|  | Хондурас            | 0                       |                             |   |            |            |  |  |        |        |
|  | Хондурас            | 0                       | Мексико                     | 2 |            |            |  |  |        |        |
|  | 25. јул – Арлингтон |                         | Мексико                     | 2 |            |            |  |  |        |        |
|  |                     | Канада                  | 1                           |   |            |            |  |  |        |        |
|  | Костарика           | Канада                  | 1                           | 0 |            |            |  |  |        |        |
|  | Костарика           |                         |                             | 0 |            |            |  |  |        |        |
|  | Канада              | 2                       |                             |   |            |            |  |  |        |        |
|  | Канада              | 2                       |                             |   |            |            |  |  |        |        |

### Четвртфинале
| Катар                                            | 3 : 2    | Салвадор              |
| ------------------------------------------------ | -------- | --------------------- |
| - Алмоез Али 2’, 55’ (пен.) - Абдулазиз Хатем 8’ | Извештај | Хоакин Ривас 63’, 66’ |

| Мексико                                                                | 3 : 0    | Хондурас |
| ---------------------------------------------------------------------- | -------- | -------- |
| - Рохелио Фунес Мори 26’ - Џонатан дос Сантос 31’ - Орбелин Пинеда 38’ | Извештај |          |

| Костарика | 0 : 2    | Канада                                    |
| --------- | -------- | ----------------------------------------- |
|           | Извештај | - Џуниор Хојлет 18’ - Стивен Еустакио 69’ |

| Сједињене Државе | 1 : 0    | Јамајка |
| ---------------- | -------- | ------- |
| Метју Хоп 83’    | Извештај |         |

## Полуфинале
| Катар | 0 : 1    | Сједињене Државе |
| ----- | -------- | ---------------- |
|       | Извештај | Гјаси Зардес 86’ |

| Мексико                                           | 2 : 1    | Канада            |
| ------------------------------------------------- | -------- | ----------------- |
| - Орбелин Пинеда 45+2’ (пен.) - Ектор Ерера 90+9’ | Извештај | Таџон Бушанан 57’ |

## Финале
| Сједињене Државе    | 1 : 0    | Мексико |
| ------------------- | -------- | ------- |
| Мајлс Робинсон 117’ | Извештај |         |

| САД | Мексико |

## Статистика

### Голгетери
Укупно је постигнуто 89 голова у 31 утакмици, с просеком од 2,87 голова по утакмици.

### Достигнућа
| Најбољи играч Ектор Ерера | Победник Конкакафовог златног купа 2021. САД 7° титула | Најбољи стрелац Алмоез Али (4 гола) |